# 瓦特維爾 (瑞士)

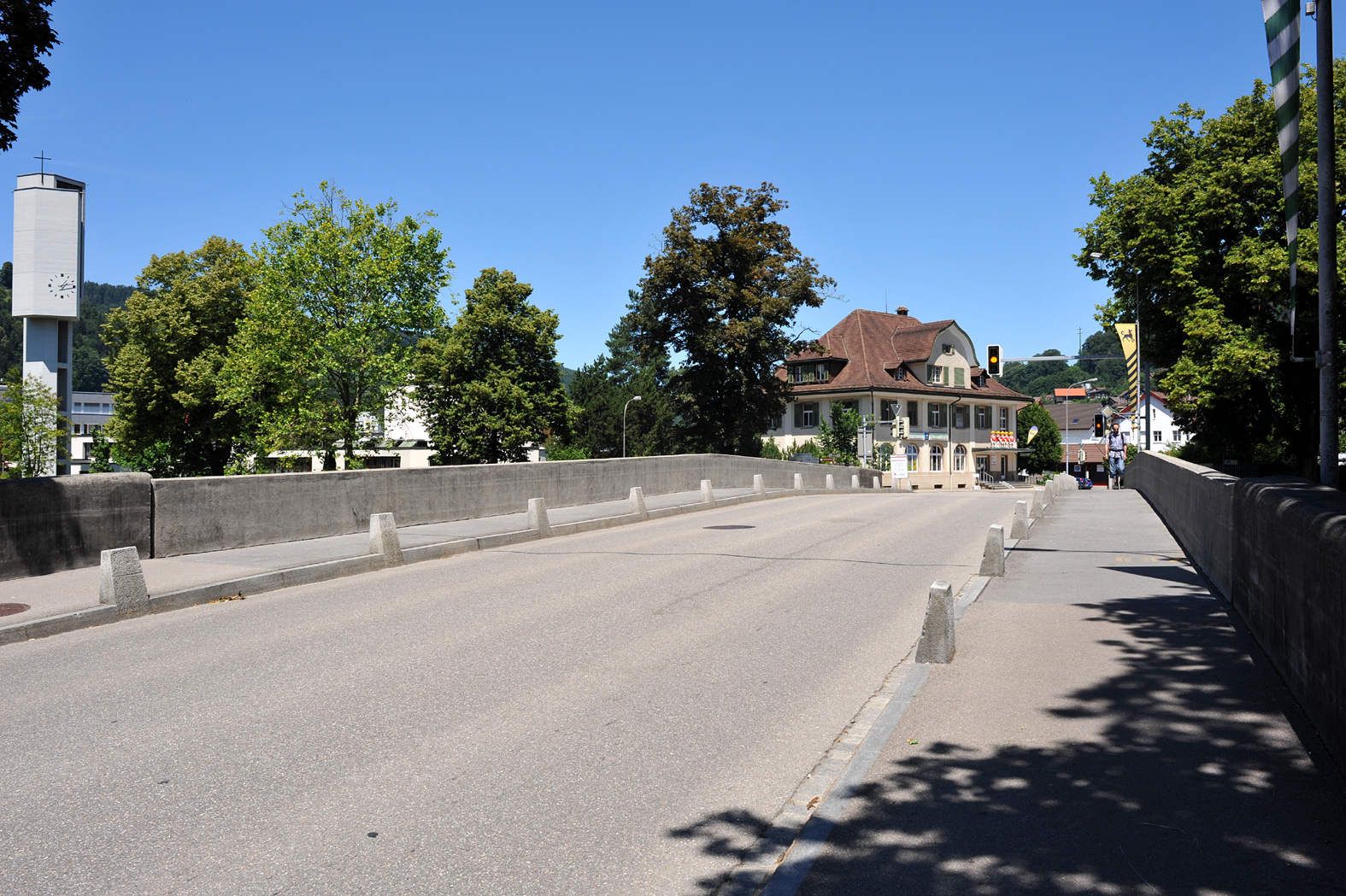

瓦特維爾（德語：Wattwill）是瑞士的城鎮，位於該國東北部，由聖加侖州負責管轄，面積51.19平方公里，海拔高度610米，2011年人口8,366，四成人口信奉羅馬天主教，人口密度每平方公里163人。